# Сергейсола
 Сергейсола  — деревня в Новоторъяльском районе Республики Марий Эл. Входит в состав Староторъяльского сельского поселения.

## География
Находится в северо-восточной части республики Марий Эл на расстоянии приблизительно 9 км по прямой на юг-юго-запад от районного центра посёлка Новый Торъял.

## История
Деревня официально основана в 1999 году, когда в деревне числилось 5 домов. Деревню начали строить в 1990 году после образования фермерских хозяйств. Первым поселенцем был фермер С. А. Секретарёв. Его именем и названа деревня — Сергейсола. В 2002 году в деревне числилось 7 домов.

## Население
Население составляло 27 человек (мари 100 %) в 2002 году, 31 в 2010.